# Ayuba Suleiman Diallo
Ayuba Suleiman Diallo (1701–1773), também conhecido como Job Ben Solomon, foi um proeminente príncipe muçulmano fula da África Ocidental que foi sequestrado e traficado para as Américas durante o comércio de escravos no Atlântico, tendo ele próprio possuído e vendido escravos anteriormente.
Nascido em Bundu, Senegal (África Ocidental), as memórias de Ayuba foram publicadas como uma das primeiras narrativas escravas, em Some Memories of the Life of Job, the Son of the Solomon High Priest of Boonda in Africa, de Thomas Bluett; que foi escravizado por cerca de dois anos em Maryland; e depois sendo levado para a Inglaterra, foi libertado e enviado para sua terra natal no ano de 1734. No entanto, esta versão não é um relato em primeira pessoa. Um relato em primeira mão da captura de Ayuba e seu eventual retorno para casa pode ser encontrado em Travels into the Inland Parts of Africa, de Francis Moore.

## Primeiros anos
Ayuba Suleiman Ibrahima Diallo nasceu em c. 1701 em Bundu, no estado de Futa Toro. Sua família era formada por líderes religiosos bem conhecidos do povo muçulmano fula — o avô de Diallo fundou Bundu, e seu pai, Suleiman Diallo, era um líder religioso e político. Quando criança, Diallo conheceu Sambo, o príncipe de Futa, e os dois estudaram o Alcorão e o árabe. Diallo se casou com duas esposas que antes eram suas escravas e teve vários filhos até o final da década de 1720.

## Captura e escravização
Diallo viajou para a costa em 1730, com a intenção de comprar suprimentos, como papel, e vender dois escravos de seu pai para um feitor que trabalhava para a Royal African Company. Durante a viagem, Diallo e Loumein Ndiaye, um tradutor, foram capturados e vendidos como escravos.
Os invasores rasparam as cabeças de Diallo e Loumein para fazê-los parecer prisioneiros de guerra e, portanto, supostamente legitimamente escravizáveis, em oposição à sua condição real de pessoas capturadas em um sequestro com o propósito específico de vender escravos para lucro financeiro. Os dois homens foram vendidos a agentes da Royal African Company.
Ayuba posteriormente convenceu o capitão do navio negreiro, chamado Pike, de que eles haviam se conhecido quando o próprio Ayuba estava vendendo escravos. Ele convenceu Pike de seu alto estatuto social e explicou que seu pai era capaz de pagar um resgate. Pike concedeu permissão a Ayuba para enviar uma mensagem à família dele. Um mensageiro foi enviado, mas não retornou a tempo. A pedido do superior de Pike, o Capitão Henry Hunt, os dois cativos (Ayuba e Loumein) foram enviados através do Atlântico para Annapolis, Maryland, sem mais delongas. Ali, Diallo foi entregue a outro feitor, Vachell Denton. Nessa época, seu nome foi alterado e Diallo ficou conhecido como Job Ben Solomon, que é a tradução bíblica de seu nome original.

## Na América
Ayuba foi então comprado por Tolsey da Ilha Kent, Maryland. Ayuba foi inicialmente colocado para trabalhar nas plantações de tabaco; no entanto, após ser considerado inapto para tal trabalho, ele foi colocado como responsável pelo gado. Enquanto estava em cativeiro, Ayuba costumava ir à floresta para rezar. No entanto, depois de ser humilhado por uma criança enquanto orava, Ayuba fugiu em 1731 e foi capturado e preso no Tribunal do Condado de Kent. Infelizmente, a justificativa de Ayuba para a fuga não foi compreendida até que um tradutor africano foi localizado. Capaz de comunicar suas necessidades, o dono de Ayuba reservou uma área para orações tranquilas após o retorno do escravo. Foi no tribunal que ele foi descoberto por um advogado e padre anglicano, Thomas Bluett, da Sociedade para a Propagação do Evangelho, viajando a negócios.
O advogado ficou impressionado com a capacidade de Ayuba de escrever em árabe. Na narrativa, Bluett escreve o seguinte:
Após conversarmos e fazermos sinais para ele, ele escreveu uma ou duas linhas diante de nós e, quando leu, pronunciou as palavras Alá e Maomé; por isso, e por ele recusar uma taça de vinho que lhe oferecemos, percebemos que ele era um maometano, mas não podíamos imaginar de que país ele era, ou como chegou lá; pois por sua conduta afável e pela compostura fácil de seu semblante, podíamos perceber que ele não era um escravo comum.
Quando outro africano que falava uolofe, uma língua de um grupo étnico africano vizinho, conseguiu traduzir para ele, descobriu-se que ele tinha sangue aristocrático. Encorajado pelas circunstâncias, Tolsey permitiu que Ayuba escrevesse uma carta em árabe para a África e enviasse ao seu pai. Por fim, a carta chegou ao escritório de James Oglethorpe, diretor da Royal African Company. Depois de ter a carta autenticada por John Gagnier, titular da Cátedra Laudiana de Árabe na Universidade de Oxford, Oglethorpe comprou Ayuba por 45 libras.

## Na Inglaterra
De acordo com seu próprio relato, Oglethorpe ficou comovido ao ouvir o sofrimento que Ayuba havia suportado. Oglethorpe comprou Ayuba e o enviou para o escritório da Royal African Company em Londres. Bluett e Ayuba viajaram para a Inglaterra em 1733. Durante a viagem, Ayuba aprendeu a se comunicar em inglês. Por mais emocionalmente influenciado que suas cartas demonstrassem, Oglethorpe não foi tão consciente a ponto de deixar instruções no escritório de Londres do RAC sobre o que fazer com Ayuba após sua chegada no final de abril de 1733.
O capitão Henry Hunt (ou talvez seu irmão, William Hunt), um dos responsáveis originais pela escravização de Ayuba, providenciou hospedagem em uma província do interior. No entanto, Ayuba ouviu rumores de que Hunt estava planejando vendê-lo a comerciantes que alegavam que o levariam para casa. Ayuba, temendo ainda mais trapaças, contatou Bluett e outros homens que conheceu a caminho de Londres. Bluett levou Ayuba para sua casa em Cheshunt, Hertfordshire, e prometeu não vendê-lo sem avisá-lo. O RAC, seguindo as ordens de Oglethorpe, feitas em parte por meio de solicitações persistentes de homens interessados em Londres, posteriormente pagou todas as despesas e o preço de compra do título para Ayuba. Ayuba implorou a Bluett mais uma vez, explicando que nada disso garantia que ele não seria escravizado novamente. De acordo com Bluett, todos os homens honrados envolvidos prometeram que não venderiam Ayuba como escravo, então, embora Ayuba supostamente não estivesse sob nenhuma ameaça, Bluett e outros simpatizantes pagaram "cinquenta e nove libras, seis xelins e onze pence e meio centavo" simplesmente para aliviar a ansiedade de Ayuba. Os ingleses em Londres e províncias vizinhas que conheceram Ayuba coletaram dinheiro para que sua "liberdade na forma", um documento oficial selado e selado pelo RAC, fosse garantido. Bluett explicou que, "com a mente de Jó agora perfeitamente tranquila", ele pôde confraternizar com a elite de Londres, obtendo muitos presentes e novas amizades, ao mesmo tempo em que prestava serviço a Hans Sloane por meio de sua recém-adquirida habilidade de traduzir do árabe para o inglês. Seu serviço a Hans Sloane incluiu a organização da coleção de manuscritos árabes no Museu Britânico. Enquanto estava na Inglaterra, Ayuba esteve na companhia de muitas outras pessoas importantes, incluindo a família real e John Montagu, 2.º Duque de Montagu e sua esposa, Mary Montagu, Duquesa de Montagu, o que o levou a ser introduzido na Sociedade dos Cavalheiros de Spalding.
Embora estivesse na Inglaterra, Ayuba continuou a rezar regularmente e a observar suas crenças islâmicas. Dizem que ele copiou o Alcorão três vezes, de memória, à mão. No entanto, seus conhecidos fizeram um esforço para convertê-lo ao cristianismo, presenteando-o com uma versão árabe do Novo Testamento. Ayuba já estava familiarizado com o sistema de crenças cristãs, concordando com o papel de Jesus como profeta, mas refutou o conceito da Santíssima Trindade. Ele considerava sua percepção monoteísta da religião incompatível com a crença cristã no "pai", "filho" e "espírito santo". Ele descobriu que o termo "trindade" não é mencionado no Novo Testamento. Ele também desaconselhou a atribuição de imagens humanas ao nome de Deus e, por esta razão, demonstrou um desdém particular pelo catolicismo romano e pelo que ele considerava como sua adoração característica de ídolos.

Em julho de 1734, Ayuba retornou livremente à Gâmbia e depois retornou à sua terra natal. Sobre isso, Bluett recapitula:
Por volta do final de julho passado, ele embarcou em um dos navios da Companhia Africana, com destino à Gâmbia, onde esperamos que tenha chegado em segurança, para grande alegria de seus amigos e honra da nação inglesa.
Entretanto, Ayuba descobriu que seu pai havia morrido, e uma de suas esposas, presumindo que Ayuba havia morrido, casou-se novamente. Sua terra natal foi devastada pela guerra, mas sendo um indivíduo próspero, ele conseguiu recuperar seu antigo estilo de vida, incluindo a escravização de seus companheiros africanos.
Suas memórias foram publicadas pela Bluett em inglês e francês. Ayuba era uma exceção extremamente rara no comércio de escravos. Graças à sua educação e riqueza financeira, ele conseguiu escapar legalmente das dificuldades da escravidão e retornar para casa, na África.
Ayuba, no entanto, enfrentou dificuldades mais tarde. Em junho de 1736, ele foi preso ou mantido em liberdade condicional pelos franceses. Ayuba pode ter sido alvo dos franceses por causa de suas alianças com os britânicos. Ele foi mantido preso pelos franceses por talvez um ano, quando os conterrâneos locais de Ayuba garantiram sua libertação. Mais tarde, ele enviou cartas ao RAC de Londres para receber permissão para visitar Londres, mas o pedido foi recusado. Ayuba continuou a pressionar os seus conhecidos em Londres pela liberdade de Loumein. Devido ao compromisso de Ayuba e à ajuda de Bluett, Loumein foi finalmente libertado da escravidão e retornou à região da Gâmbia em 1738.
A morte de Ayuba foi registrada nas atas da Spalding Gentlemen's Society em 1773.

## Retrato
Um retrato de Diallo, vestindo roupas tradicionais da África Ocidental, por William Hoare de Bath foi pintado em 1733. Anteriormente conhecida apenas por uma impressão, a pintura original foi comprada pela Autoridade de Museus do Catar na Christie's em novembro de 2009.
O governo do Reino Unido impôs uma proibição temporária de exportação devido à sua importância para a história e cultura britânicas. A National Portrait Gallery, em Londres, lançou um apelo para arrecadar 554.937 libras para impedir sua exportação. A maior parte deste dinheiro foi fornecida pelo National Lottery Heritage Fund e pelo Art Fund e a Galeria lançou um apelo público para as restantes cem mil libras. O dinheiro foi levantado para comprar a obra, mas a QMA concordou em emprestá-la.